# Arnfast
Arnfast var en abbed i Ryd Kloster og medlem af cistercienserordenen. Han blev senere udnævnt til biskop.
I 1259 var han abbed i Ryd Kloster ved Flensborg Fjord, og i 1260 blev han af ærkebiskop Jakob Erlandsen udnævnt til biskop i Århus. Det skete, efter at domkapitlet havde delt sig med seks stemmer mod seks i valget mellem Arnfast og Tyge. Tyge vandt dog pave Urban 4. for sig, og denne irettesatte Jacob Erlandsen og indviede Tyge til biskop. Tilmed vandt Tyge pave Urban for den danske krones sag i striden med ærkebiskoppen, så Arnfast tiltrådte aldrig embedet i Århus.
Rygter siger, at Arnfast skulle have forgivet Christoffer 1. i 1259. I et pavebrev fra 1264 omtales første gang rygtet om, at han med gift skulle have slået kongen ihjel. Han var tilstede i Ribe på tidspunktet for kongens død, og han var på Jacob Erlandsens side i dennes strid med kongen. At han skulle have benyttet altervinen i forbindelse med giftmordet, bliver dog først nævnt i kilder fra 1500-tallet.